# Фасівська сільська рада (Володарсько-Волинський район)
Фасівська сільська рада — колишня адміністративно-територіальна одиниця та орган місцевого самоврядування у Фасівському, Володарсько-Волинському (Володарському) і Черняхівському районах Коростенської і Волинської округ, Київської й Житомирської областей Української РСР та України з адміністративним центром у с. Фасова.

## Населені пункти
Сільській раді підпорядковані населені пункти:
- с. Фасова
- с. Ісаківка
- с. Кам'яний Брід
- с. Рудня-Фасова
- с. Томашівка

## Населення
Кількість населення ради станом на 1923 рік становила 2 619 осіб, кількість дворів — 440.
Відповідно до результатів перепису населення СРСР, кількість населення ради станом на 12 січня 1989 року становила 956 осіб.
Станом на 5 грудня 2001 року, відповідно до перепису населення України, кількість мешканців сільської ради становила 744 особи.

## Склад ради
Рада складається з 12 депутатів та голови.

### Керівний склад сільської ради
| ПІБ                              | Основні відомості                                                                                      | Дата обрання | Дата звільнення |
| -------------------------------- | --- | ------------ | --------------- |
| Мошківська Валентина Анатоліївна | Сільський голова , 1966 року народження, освіта, член Соціал-демократичної партії України (об'єднаної) | 26.03.2006   | 31.10.2010      |
| Мошківська Валентина Анатоліївна | Сільський голова , 1966 року народження, освіта вища, позапартійна                                     | 31.10.2010   |                 |

Примітка: таблиця складена за даними джерела

## Історія
Створена 1923 року в складі сіл Небіж, Фасова та колоній Рудня-Фасівська і Хичів Фасівської області Житомирського повіту Волинської губернії. 30 жовтня 1924 року, відповідно до рішення Волинської ГАТК (протокол № 11/6 «Про виділення та організацію національних сільрад»), в кол. Рудня-Фасівська утворено окрему Руднє-Фасівську сільську раду Фасівського району. 28 вересня 1925 року в с. Небіж створено окрему Небізьку сільську раду Володарського району, кол. Хичів передано до складу Старобобрицької сільської ради Володарського (згодом — Володарсько-Волинський) району.
Станом на 1 вересня 1946 року сільська рада входила до складу Володарсько-Волинського району Житомирської області, на обліку в раді перебувало с. Фасова.
11 серпня 1954 року, відповідно до указу Президії Верховної Ради Української РСР «Про укрупнення сільських рад по Житомирській області», підпорядковано села Галинівка та Рудня-Фасова ліквідованої Руднє-Фасівської сільської ради Володарсько-Волинського району. 2 вересня 1954 року, відповідно до рішення Житомирського облвиконкому № 1087 «Про перечислення населених пунктів в межах районів Житомирської області», с. Галинівка передане до складу Кам'янобрідської сільської ради Володарсько-Волинського району. 5 березня 1959 року, відповідно до рішення Житомирського ОВК № 161 «Про ліквідацію та зміну адміністративно-територіального поділу окремих сільських рад області», підпорядковано села Кам'яний Брід, Ісаківка та Томашівка ліквідованої Кам'янобрідської сільської ради Володарсько-Волинського району.
На 1 січня 1972 року сільська рада входила до складу Володарсько-Волинського району Житомирської області, на обліку в раді перебували села Ісаківка, Кам'яний Брід, Рудня-Фасова, Томашівка та Фасова.
Ліквідована 17 листопада 2015 року. Територію й населені пункти ради включено до складу новоутвореної Новоборівської селищної територіальної громади Володарсько-Волинського району Житомирської області.
Входила до складу Фасівського (7.03.1923 р.), Володарсько-Волинського (Володарського, 23.09.1925 р., 8.12.1966 р.) та Черняхівського (30.12.1962 р.) районів.